# Jean Toby
Jean François Toby (* 29. Januar 1900 in Saint-Pierre-Quilbignon; † 28. Juni 1964 in Plougonvelin) war ein französischer Kolonialbeamter. Er war Gouverneur von Niger, der Elfenbeinküste und von Französisch-Polynesien.

## Leben
Jean Toby besuchte die École coloniale in Paris. Er trat in den französischen Kolonialdienst in Afrika und erwarb sich eine hohe Reputation als Kreiskommandant in Französisch-Sudan. Das Vichy-Regime ernannte ihn als Nachfolger von General Maurice Falvy, der sich auf seine militärischen Aufgaben konzentrieren sollte, zum Gouverneur der Kolonie Niger. Toby trat sein Amt am 4. März 1942 an, das er zunächst bis Dezember 1942 nur kommissarisch ausübte. Für wenige Wochen – von 3. August bis 26. August 1943 – war er zusätzlich Gouverneur der Elfenbeinküste. Das Ende des Vichy-Regimes 1944 überstand er unbeschadet. Während längerer Abwesenheiten Jean Tobys aus Niger übernahmen andere Kolonialbeamte interimsmäßig das Amt des Gouverneurs: von 30. April bis 13. Oktober 1946 Jacques Gosselin, von 24. November 1948 bis 25. Februar 1949 Lucien Geay, von 25. Februar 1949 bis 29. März 1950 Ignace Colombani und von 11. Februar 1952 bis 21. Februar 1953 Fernand Casimir. Die Kolonie wurde 1946 zu einem Überseegebiet innerhalb der Französischen Union. Durch die Wahlen zum Generalrat 1946/1947 erhielt Niger erstmals ein eigenes Parlament. Gouverneur Toby bemühte sich, die Entstehung einer Parteienlandschaft im Überseegebiet im Interesse Frankreichs zu beeinflussen. Die aufstrebende Nigrische Fortschrittspartei (PPN-RDA) galt ihm nicht zuletzt wegen ihres Bündnisses mit der Kommunistischen Partei Frankreichs (PCF) als unzuverlässig. Toby initiierte deshalb 1948 die Gründung einer neuen Partei, der Union unabhängiger Nigrer und Sympathisanten (UNIS). Das Ziel einer deutlichen Schwächung des PPN-RDA wurde zwar vorübergehend erreicht, allerdings verlor die UNIS ab 1952 wegen interner Krisen an Bedeutung und wurde schließlich 1957 aufgelöst. Der PPN-RDA war erneut die dominierende politische Kraft in Niger. Jean Toby verließ bereits 1954 Afrika, um am 28. September sein neues Amt als Gouverneur von Französisch-Polynesien anzutreten. Er folgte darin Jean Petitbon nach, sein eigener Nachfolger als Gouverneur von Niger wurde Jean Ramadier. In Französisch-Polynesien musste sich Toby mit politischer Instabilität und den Umwälzungen durch die loi-cadre Defferre von 1956 auseinandersetzen. Am 7. März 1958 löste ihn Camille Bailly als Gouverneur ab. Jean Toby starb sechs Jahre später in seiner bretonischen Heimat.